# Radio Lombardia
 Radio Lombardia è un'emittente radiofonica della città di Milano e della Lombardia.

## Storia

### I primi anni
Radio Lombardia nasce a Milano sul finire del 1975 e trasmette dalla sede di viale Gran Sasso, diventando ritrovo di studenti e volontari che in quella stagione vivono una fase di forte cambiamento politico e sociale.
Con l'avvento degli anni Ottanta si consolida sul territorio regionale, e durante tutto il decennio si caratterizza come emittente d'intrattenimento attenta alla musica italiana ed all'informazione locale.
In quegli anni, si trasferisce a Cesano Maderno grazie all'intervento dell'editore Tiziano Mariani.
Nello stesso periodo viene lanciato da Carlo Fava (alias Giancarlo Favaro) quello che sarà uno dei programmi di punta dell'etere in Lombardia, il Discoletto.

### Anni novanta
Nel 1989 inizia il mutamento verso una radio con maggiori contenuti informativi grazie a format consolidati come Obiettivo donna (programma del mattino in syndication con Sper), che continua durante tutto il corso degli anni novanta con l'aggiunta di Zona franca, Oggi è domenica, Parola all'Onorevole, Lombardia sotto inchiesta e dei giornali radio a carattere regionale.
Nel corso degli anni rivestono sempre più importanza le produzioni esterne come Rock Cafè (diventato poi format televisivo), Mai dire Gol della Gialappa's Band, che segue in diretta i campionati di calcio del 1992, anch'esso poi trasferitosi alla televisione, e Radio Traffic.

### Dal 1998 a oggi
Nel 1998 Radio Lombardia si trasferisce negli studi di via Giulio Belinzaghi, a Milano. La nuova collocazione accelera il potenziamento della redazione giornalistica e rafforza i rapporti con il mondo della discografia. Nello stesso periodo Radio Lombardia viene inserita nel Music Control, strumento che rileva i brani suonati dalle principali radio italiane.
Il palinsesto si è in seguito adattato alla sempre maggiore richiesta di informazione locale, alternando la musica a diverse edizioni del giornale radio e a programmi di approfondimento politico sia nazionale che regionale, ponendo in primo piano le diverse realtà che ruotano attorno alla città di Milano.
Nel 2003 vince il Premio Gino Palumbo La Gazzetta dello Sport, radio sportiva dell'anno.
Nell'aprile 2007, in occasione della celebrazione dei 30 anni di libertà d'antenna, Radio Lombardia viene inserita nella mostra FM 1976-2006: Trent'anni di libertà d'antenna.
Nel 2008 ottiene il Premio qualità per l'informazione locale Aeranti-Corallo.
Nel 2014 Premio Isimbardi, Giornata della riconoscenza, il premio istituito dalla Provincia di Milano.
Nel 2015 Premio Guido Vergani, menzione speciale del gruppo cronisti lombardi in occasione dei 40 anni dell'emittente.
Nel 2017 Attestato di Civica Benemerenza del Comune di Milano, Cerimonia degli Ambrogini d'oro. Motivazione: "Storica e autorevole emittente, dal 1975 è un’importante voce del territorio, dei suoi mutamenti e dei suoi cittadini. Nata per iniziativa di Tiziano Mariani, era allora gestita da volontari. Negli anni Ottanta si caratterizza come radio di intrattenimento e di informazione locale, mentre nei successivi anni Novanta, a seguito dell’arrivo alla direzione di Luca Levati, consolida maggiormente i contenuti informativi, con un progressivo potenziamento della redazione giornalistica. Vera e propria palestra per decine di professionisti, come giornalisti, deejay, speaker, precisa fonte di informazione per gli utenti e affidabile diffusore di musica di qualità, è una sintesi perfetta tra cultura e attualità per i suoi 131mila ascoltatori che mediamente, ogni giorno, si sintonizzano sulle sue frequenze."

## Le frequenze
Dal 1975 Radio Lombardia rafforza la propria copertura regionale, acquisendo frequenze di importanti realtà territoriali. Inizialmente irradia il proprio segnale da Milano sui 92.5 MHz e dal 1977 sui 100.4 MHz con Radio City Sound, già Radio Centro Brianza. Nel frattempo acquisisce i 100.3 MHz di Radio Montevecchia, i 100.2 MHz di Radio Blu Lake Sound di Bergamo e di Radio Rto, i 100.4 MHz di Radio Delta Barona di Milano. In seguito acquisisce i 100.3 MHz di Tele Radio Cbc di Casteggio e di Radio Amica di Milano e infine i 100.4 MHz di Radio Centro Bergamo.
Tramite gli impianti di trasmissione e la frequenza di 100.3 MHz di Valcava la copertura dell'emittente si estende su tutta la Lombardia e parzialmente in Piemonte ed Emilia-Romagna.

## Conduttori principali
Queste sono le voci più importanti di conduttori, speaker e giornalisti che hanno contribuito alla storia presente e passata di Radio Lombardia.

### Attuali
- Luca Levati
- Filippo Colombo
- Paola Farina
- Marco Garavelli
- Monica Stefinlongo
- Sarah
- Manuela Donghi
- Roberto Poletti
- Stefano Cilio
- Mox Cristadoro

### Storici
- Ivano Bison
- Francesca Cassola
- Mauro Dani
- Marco Mazzoli[3]
- Gigi Meroni
- Gigi Sala
- Gigio Meroni
- Patrizio Prata
- Rossella Rambaldi
- Camilla Ronzullo
- Maurizio Trombini
- Roberto Ventura
- Nicola Villani
- Nando Bertuzzi
- Patrizia Zani
- Laura Costa
- Carlo Fava (autore e presentatore "Discoletto")
- Athos Fabris